# Championnats d'Europe juniors d'athlétisme 1979, résultats détaillés
Les Championnats d'Europe juniors d'athlétisme 1979 se sont déroulés à Bydgoszcz, en Pologne.
Voici les résultats détaillés.
| Courses : 100 m - 200 m - 400 m - 800 m - 1 500 m - 3 000 m - 5 000 m Obstacles : 100 m haies - 110 m haies - 400 m haies - 2 000 m steeple Marche : 10 000 m marche Sauts : Hauteur - Longueur - Triple saut - Perche Lancers : Javelot - Disque - Poids - Marteau Relais : 4 × 100 m - 4 × 400 m Épreuves combinées : Décathlon - Pentathlon Tableau des médailles - Légende - Liens externes |

## Résultats

### 100 m
| Rang | Pays                 | Athlète            | Temps   |
| ---- | -------------------- | ------------------ | ------- |
| 1    | Allemagne de l'Est   | Thomas Schroder    | 10 s 41 |
| 2    | Allemagne de l'Ouest | Werner Zaske       | 10 s 43 |
| 3    | Royaume-Uni          | Michael McFarlane  | 10 s 43 |
| 4    | Union soviétique     | Gennadiy Murashov  | 10 s 50 |
| 5    | Allemagne de l'Est   | Soren Schlegel     | 10 s 52 |
| 6    | France               | Antoine Richard    | 10 s 55 |
| 7    | Allemagne de l'Ouest | Hans Fritzsche     | 10 s 65 |
| 8    | Bulgarie             | Valentin Atanassov | 10 s 72 |

| Rang | Pays                 | Athlète          | Temps   |
| ---- | -------------------- | ---------------- | ------- |
| 1    | Allemagne de l'Est   | Kerstin Walther  | 11 s 57 |
| 2    | Allemagne de l'Est   | Kirsten Siemon   | 11 s 57 |
| 3    | Allemagne de l'Ouest | Elke Vollmer     | 11 s 61 |
| 4    | Irlande              | Michelle Walsh   | 11 s 64 |
| 5    | Union soviétique     | Yelena Malakhova | 11 s 73 |
| 6    | Pologne              | Anna Tomczok     | 11 s 80 |
| 7    | France               | Laurence Bily    | 11 s 98 |
| 8    | Irlande              | Patricia Amond   | 12 s 19 |

### 200 m
| Rang | Pays               | Athlète            | Temps   |
| ---- | ------------------ | ------------------ | ------- |
| 1    | Royaume-Uni        | Michael McFarlane  | 20 s 89 |
| 2    | Allemagne de l'Est | Thomas Schroder    | 21 s 11 |
| 3    | Italie             | Francesco Tiziani  | 21 s 17 |
| 4    | Royaume-Uni        | Philip Cooke       | 21 s 20 |
| 5    | Suède              | Dan Orbe           | 21 s 36 |
| 6    | Pologne            | Andrzej Piechowski | 21 s 48 |
| 7    | France             | Aldo Canti         | 21 s 49 |
| 8    | Pologne            | Czeslaw Pradzynski | 21 s 57 |

| Rang | Pays                 | Athlète          | Temps   |
| ---- | -------------------- | ---------------- | ------- |
| 1    | Allemagne de l'Est   | Kerstin Walther  | 23 s 11 |
| 2    | Belgique             | Karin Verguts    | 23 s 41 |
| 3    | Union soviétique     | Natalya Bochina  | 23 s 45 |
| 3    | Allemagne de l'Ouest | Elke Vollmer     | 23 s 45 |
| 5    | Allemagne de l'Est   | Kirsten Siemon   | 23 s 48 |
| 6    | Irlande              | Michelle Walsh   | 23 s 78 |
| 7    | Union soviétique     | Galina Mikheyeva | 23 s 92 |
| 8    | Irlande              | Patricia Amond   | 24 s 13 |

### 400 m
| Rang | Pays                 | Athlète           | Temps   |
| ---- | -------------------- | ----------------- | ------- |
| 1    | Allemagne de l'Ouest | Hartmut Weber     | 45 s 77 |
| 2    | Allemagne de l'Est   | Andreas Knebel    | 46 s 45 |
| 3    | Royaume-Uni          | Melvin Fowell     | 46 s 63 |
| 4    | Allemagne de l'Ouest | Edgar Nakladal    | 46 s 76 |
| 5    | Pays-Bas             | Marcel Klarenbeek | 46 s 83 |
| 6    | Union soviétique     | Pavel Konovalov   | 46 s 89 |
| 7    | Allemagne de l'Est   | Andreas Neuber    | 47 s 02 |
| 8    | Royaume-Uni          | Iain Cuthbertson  | 47 s 22 |

| Rang | Pays               | Athlète             | Temps   |
| ---- | ------------------ | ------------------- | ------- |
| 1    | Allemagne de l'Est | Dagmar Rubsam       | 51 s 55 |
| 2    | Union soviétique   | Liliya Tuznikova    | 51 s 58 |
| 3    | Allemagne de l'Est | Marion Heilmann     | 52 s 08 |
| 4    | Union soviétique   | Marina Ivanova      | 52 s 29 |
| 5    | Royaume-Uni        | Linsey Macdonald    | 52 s 76 |
| 6    | Suède              | Ann-Louise Skoglund | 52 s 89 |
| 7    | Roumanie           | Ana Marcu           | 54 s 00 |
| 8    | Tchécoslovaquie    | Tatana Kocembova    | 54 s 02 |

### 800 m
| Rang | Pays                 | Athlète              | Performance   |
| ---- | -------------------- | -------------------- | ------------- |
| 1    | Allemagne de l'Ouest | Klaus-Peter Nabein   | 1 min 48 s 18 |
| 2    | Allemagne de l'Est   | Andreas Hauck        | 1 min 48 s 85 |
| 3    | Suisse               | Dieter Elmer         | 1 min 48 s 98 |
| 4    | Allemagne de l'Est   | Axel Siegfried       | 1 min 49 s 02 |
| 5    | Royaume-Uni          | Christopher Mcgeorge | 1 min 49 s 27 |
| 6    | Norvège              | Roald Holten         | 1 min 50 s 13 |
| 7    | Allemagne de l'Ouest | Rudiger Barthel      | 1 min 50 s 72 |
| 8    | Irlande              | Thomas Moloney       | 1 min 53 s 50 |

| Rang | Pays                 | Athlète               | Performance   |
| ---- | -------------------- | --------------------- | ------------- |
| 1    | Allemagne de l'Est   | Marion Hubner         | 2 min 01 s 21 |
| 2    | Allemagne de l'Est   | Birgit Brudel         | 2 min 01 s 90 |
| 3    | Bulgarie             | Rossitsa Ekova        | 2 min 02 s 72 |
| 4    | Belgique             | Betty Van Steenbroeck | 2 min 03 s 79 |
| 5    | Pologne              | Brygida Brzeczek      | 2 min 03 s 89 |
| 6    | Royaume-Uni          | Kirsty Mcdermott      | 2 min 04 s 72 |
| 7    | Danemark             | Tina Krebs            | 2 min 05 s 27 |
| 8    | Allemagne de l'Ouest | Roswitha Gerdes       | 2 min 08 s 92 |

### 1 500 m
| Rang | Pays                 | Athlète            | Performance   |
| ---- | -------------------- | ------------------ | ------------- |
| 1    | Royaume-Uni          | Graham Williamson  | 3 min 38 s 96 |
| 2    | Union soviétique     | Leonid Bruk        | 3 min 39 s 95 |
| 3    | Suisse               | Peter Wirz         | 3 min 42 s 66 |
| 4    | Union soviétique     | Anatoliy Kalutskiy | 3 min 43 s 15 |
| 5    | Allemagne de l'Ouest | Jürgen Grothe      | 3 min 46 s 45 |
| 6    | Allemagne de l'Ouest | Andreas Baranski   | 3 min 47 s 23 |
| 7    | Espagne              | Antonio Fernandez  | 3 min 51 s 37 |
| 8    | Belgique             | Bob Verbeeck       | 3 min 52 s 31 |

| Rang | Pays                 | Athlète            | Performance   |
| ---- | -------------------- | ------------------ | ------------- |
| 1    | Union soviétique     | Irina Nikitina     | 4 min 10 s 50 |
| 2    | Norvège              | Gunvor Hilde       | 4 min 11 s 84 |
| 3    | Roumanie             | Cristina Cojocaru  | 4 min 12 s 14 |
| 4    | Allemagne de l'Est   | Carsta Mehnert     | 4 min 13 s 12 |
| 5    | Union soviétique     | Marina Rodchenkova | 4 min 15 s 74 |
| 6    | Royaume-Uni          | Sandra Arthurton   | 4 min 16 s 92 |
| 7    | Allemagne de l'Ouest | Gudrun Schulz      | 4 min 17 s 08 |
| 8    | Suède                | Charlotte Trosell  | 4 min 21 s 28 |

### 3 000 m
| Rang | Pays                 | Athlète             | Performance   |
| ---- | -------------------- | ------------------- | ------------- |
| 1    | Royaume-Uni          | Stephen Cram        | 8 min 05 s 18 |
| 2    | Allemagne de l'Est   | Jürgen Mattern      | 8 min 05 s 48 |
| 3    | Union soviétique     | Aleksandr Kuznetsov | 8 min 07 s 77 |
| 4    | Tchécoslovaquie      | Jan Holberg         | 8 min 08 s 03 |
| 5    | Finlande             | Raimo Keiski        | 8 min 08 s 26 |
| 6    | Allemagne de l'Ouest | Thomas Koch         | 8 min 08 s 49 |
| 7    | Pays-Bas             | Marc Borghans       | 8 min 09 s 88 |
| 8    | Italie               | Stefano Mei         | 8 min 10 s 64 |

### 5 000 m
| Rang | Pays                 | Athlète               | Performance    |
| ---- | -------------------- | --------------------- | -------------- |
| 1    | Royaume-Uni          | Stephen Binns         | 13 min 44 s 37 |
| 2    | Belgique             | Eddy De Pauw          | 13 min 52 s 19 |
| 3    | Portugal             | António Leitão        | 13 min 54 s 83 |
| 4    | Royaume-Uni          | John Doherty          | 13 min 57 s 68 |
| 5    | Hongrie              | Gabor K.Szabo         | 14 min 00 s 79 |
| 6    | Suède                | Hans Segerfeldt       | 14 min 06 s 52 |
| 7    | Union soviétique     | Abdurrahman Ibragimov | 14 min 09 s 46 |
| 8    | Allemagne de l'Ouest | Peter Horak           | 14 min 12 s 38 |

### 10 000 m marche
| Rang | Pays               | Athlète           | Temps          |
| ---- | ------------------ | ----------------- | -------------- |
| 1    | Tchécoslovaquie    | Jozef Pribilinec  | 41 min 04 s 71 |
| 2    | Norvège            | Erling Andersen   | 41 min 12 s 80 |
| 3    | Allemagne de l'Est | Jörg Pasemann     | 42 min 31 s 04 |
| 4    | Allemagne de l'Est | Michael Friedel   | 42 min 33 s 76 |
| 5    | Italie             | Antonio Di Iulio  | 43 min 05 s 48 |
| 6    | Royaume-Uni        | Gordon Vale       | 43 min 31 s 98 |
| 7    | Pologne            | Zdzislaw Szlapkin | 45 min 10 s 98 |
| 8    | Pologne            | Jan Klos          | 45 min 12 s 40 |

### 110 m haies/100 m haies
| Rang | Pays               | Athlète            | Temps   |
| ---- | ------------------ | ------------------ | ------- |
| 1    | Allemagne de l'Est | Frank Rossland     | 14 s 09 |
| 2    | Hongrie            | Gyorgy Bakos       | 14 s 23 |
| 3    | Union soviétique   | Georgiy Shabanov   | 14 s 24 |
| 4    | Grèce              | Nikolaos Evripidou | 14 s 28 |
| 5    | Espagne            | Carlos Sala        | 14 s 31 |
| 6    | Suède              | Sven Nylander      | 14 s 36 |
| 7    | Union soviétique   | Valeriy Klimov     | 14 s 49 |
| 0    | Pologne            | Jacek Rutkowski    | DNF     |

| Rang | Pays                 | Athlète           | Temps   |
| ---- | -------------------- | ----------------- | ------- |
| 1    | Finlande             | Lena Spoof        | 13 s 24 |
| 2    | Union soviétique     | Silva Oja         | 13 s 57 |
| 3    | Allemagne de l'Ouest | Edith Oker        | 13 s 70 |
| 4    | Union soviétique     | Natalya Sergeyeva | 13 s 76 |
| 5    | Allemagne de l'Ouest | Marianne Wagner   | 13 s 87 |
| 6    | France               | Viviane Antibe    | 13 s 92 |
| 7    | Royaume-Uni          | Heather Ross      | 13 s 96 |
| 8    | Bulgarie             | Yordanka Donkova  | 13 s 97 |

### 400 m haies
| Rang | Pays               | Athlète            | Temps   |
| ---- | ------------------ | ------------------ | ------- |
| 1    | Grèce              | Georgios Vamvakas  | 50 s 67 |
| 2    | Union soviétique   | Sergey Chizhikov   | 51 s 31 |
| 3    | France             | Serge Guillen      | 51 s 44 |
| 4    | Allemagne de l'Est | Uwe Ackermann      | 51 s 53 |
| 5    | Hongrie            | Jozsef Szalai      | 51 s 67 |
| 6    | Belgique           | Michel Zimmermann  | 51 s 71 |
| 7    | Italie             | Paolo Rigodanzo    | 52 s 70 |
| 0    | Union soviétique   | Vladimir Surzhikov | DNS     |

### 2 000 m steeple
| Rang | Pays                 | Athlète           | Temps         |
| ---- | -------------------- | ----------------- | ------------- |
| 1    | Italie               | Gaetano Erba      | 5 min 27 s 44 |
| 2    | Royaume-Uni          | Colin Reitz       | 5 min 29 s 61 |
| 3    | Allemagne de l'Ouest | Michael Langler   | 5 min 32 s 48 |
| 4    | Belgique             | Peter Daenens     | 5 min 32 s 75 |
| 5    | Allemagne de l'Est   | Frank Ruhkieck    | 5 min 33 s 02 |
| 6    | Finlande             | Ilkka Ayravainen  | 5 min 35 s 10 |
| 7    | Grèce                | Arsenios Tsiminos | 5 min 36 s 58 |
| 8    | France               | Pascal Debacker   | 5 min 38 s 58 |

### Saut en hauteur
| Rang | Pays                 | Athlète           | Hauteur |
| ---- | -------------------- | ----------------- | ------- |
| 1    | Allemagne de l'Ouest | Dietmar Mogenburg | 2,24 m  |
| 2    | Italie               | Roberto Cerri     | 2,24 m  |
| 3    | Allemagne de l'Ouest | Harald Ehlke      | 2,18 m  |
| 4    | Tchécoslovaquie      | Marian Prezbruchy | 2,18 m  |
| 5    | Hongrie              | Zoltan Tarsi      | 2,14 m  |
| 6    | Finlande             | Seppo Haavisto    | 2,14 m  |
| 7    | Pologne              | Dariusz Kjesler   | 2,14 m  |
| 8    | Pologne              | Piotr Radlewski   | 2,14 m  |

| Rang | Pays                 | Athlète            | Hauteur |
| ---- | -------------------- | ------------------ | ------- |
| 1    | Allemagne de l'Est   | Kerstin Dedner     | 1,87 m  |
| 2    | Allemagne de l'Ouest | Katrin Buck        | 1,87 m  |
| 3    | Royaume-Uni          | Barbara Simmonds   | 1,84 m  |
| 4    | Union soviétique     | Marina Serkova     | 1,84 m  |
| 5    | Italie               | Alessandra Fossati | 1,81 m  |
| 6    | Yougoslavie          | Biljana Bojovic    | 1,81 m  |
| 7    | Belgique             | Kristien Haine     | 1,81 m  |
| 8    | Tchécoslovaquie      | Vera Skotnicka     | 1,78 m  |

### Saut en longueur
| Rang | Pays                 | Athlète              | Distance |
| ---- | -------------------- | -------------------- | -------- |
| 1    | Pologne              | Andrzej Klimaszewski | 7,83 m   |
| 2    | Allemagne de l'Est   | Michael Rentz        | 7,72 m   |
| 3    | Pologne              | Waldemar Golanko     | 7,58 m   |
| 4    | Allemagne de l'Ouest | Jörg Klocke          | 7,52 m   |
| 5    | Union soviétique     | Sergey Lapko         | 7,37 m   |
| 6    | Allemagne de l'Ouest | Matthias Spiegelhoff | 7,31 m   |
| 7    | Royaume-Uni          | Trevor Sinclair      | 7,27 m   |
| 8    | Tchécoslovaquie      | Zdenek Hanacek       | 7,23 m   |

| Rang | Pays                 | Athlète             | Distance |
| ---- | -------------------- | ------------------- | -------- |
| 1    | Allemagne de l'Est   | Helga Radtke        | 6,47 m   |
| 2    | Allemagne de l'Ouest | Sabine Everts       | 6,46 m   |
| 3    | Royaume-Uni          | Susan Hearnshaw     | 6,46 m   |
| 4    | Allemagne de l'Ouest | Edith Oker          | 6,26 m   |
| 5    | Roumanie             | Elena Aflori        | 6,22 m   |
| 6    | Pays-Bas             | Edine Van Heezik    | 6,20 m   |
| 7    | Union soviétique     | Lyudmila Lavrinyova | 6,19 m   |
| 8    | Pologne              | Ewa Sliwa           | 6,16 m   |

### Triple saut
| Rang | Pays                 | Athlète              | Distance |
| ---- | -------------------- | -------------------- | -------- |
| 1    | Union soviétique     | Aleksandr Beskrovnyi | 16,47 m  |
| 2    | Union soviétique     | Viktor Gerassimenya  | 16,45 m  |
| 3    | Roumanie             | Mihai Ene            | 16,15 m  |
| 4    | Allemagne de l'Est   | Joachim Lukowski     | 16,04 m  |
| 5    | Allemagne de l'Ouest | Peter Bouschen       | 15,99 m  |
| 6    | Italie               | Maurizio Bellucci    | 15,65 m  |
| 7    | Allemagne de l'Ouest | Dieter Stotz         | 15,43 m  |
| 8    | Italie               | Dario Badinelli      | 15,32 m  |

### Saut à la perche
| Rang | Pays                 | Athlète              | Hauteur |
| ---- | -------------------- | -------------------- | ------- |
| 1    | Union soviétique     | Vladimir Polyakov    | 5,40 m  |
| 2    | Union soviétique     | Aleksandr Krupskiy   | 5,40 m  |
| 3    | France               | Thierry Vigneron     | 5,40 m  |
| 4    | Pologne              | Zbigniew Radzikowski | 5,25 m  |
| 5    | Bulgarie             | Ivo Yanchev          | 5,15 m  |
| 6    | Allemagne de l'Ouest | Gerhard Schmidt      | 5,10 m  |
| 7    | Finlande             | Jouko Maki-Lohiluoma | 5,05 m  |
| 8    | France               | Charles Renaud       | 5,00 m  |

### Lancer du javelot
| Rang | Pays                 | Athlète        | Distance |
| ---- | -------------------- | -------------- | -------- |
| 1    | Allemagne de l'Est   | Joachim Lange  | 78,78 m  |
| 2    | Union soviétique     | Yuriy Zhirov   | 76,92 m  |
| 3    | Bulgarie             | Mitko Pavlov   | 72,66 m  |
| 4    | Allemagne de l'Ouest | Helmut John    | 72,42 m  |
| 5    | Allemagne de l'Ouest | Werner Kalb    | 72,22 m  |
| 6    | Finlande             | Juha Hentunen  | 71,32 m  |
| 7    | Pologne              | Eugeniusz Klin | 70,38 m  |
| 8    | Suède                | Jan Holm       | 69,74 m  |

| Rang | Pays                 | Athlète            | Distance |
| ---- | -------------------- | ------------------ | -------- |
| 1    | Royaume-Uni          | Fatima Whitbread   | 58,20 m  |
| 2    | Allemagne de l'Est   | Katrin Strobel     | 58,02 m  |
| 3    | Bulgarie             | Antoaneta Todorova | 57,76 m  |
| 4    | Roumanie             | Doina Maxim        | 55,48 m  |
| 5    | Allemagne de l'Ouest | Heide Adametz      | 55,16 m  |
| 6    | Union soviétique     | Marina Terenchenko | 54,70 m  |
| 7    | Allemagne de l'Est   | Carola Furst       | 54,42 m  |
| 8    | Roumanie             | Cristina Dobrinoiu | 53,92 m  |

### Lancer du disque
| Rang | Pays               | Athlète           | Distance |
| ---- | ------------------ | ----------------- | -------- |
| 1    | Allemagne de l'Est | Jürgen Schult     | 56,18 m  |
| 2    | Union soviétique   | Sergey Kot        | 55,44 m  |
| 3    | Pologne            | Ryszard Idziak    | 54,94 m  |
| 4    | Autriche           | Erwin Weitzl      | 53,16 m  |
| 5    | Tchécoslovaquie    | Remigius Machura  | 52,40 m  |
| 6    | Allemagne de l'Est | Jürgen Meisezahl  | 51,26 m  |
| 7    | Union soviétique   | Aleksandr Zelenov | 51,02 m  |
| 8    | France             | Nicolas Lombardo  | 49,80 m  |

| Rang | Pays                 | Athlète             | Distance |
| ---- | -------------------- | ------------------- | -------- |
| 1    | Allemagne de l'Est   | Irina Meszynski     | 60,30 m  |
| 2    | Allemagne de l'Est   | Sylvia Madetzky     | 56,88 m  |
| 3    | Bulgarie             | Tsvetanka Hristova  | 54,76 m  |
| 4    | Union soviétique     | Yelena Kovalyova    | 52,32 m  |
| 5    | Allemagne de l'Ouest | Dagmar Galler       | 51,06 m  |
| 6    | Union soviétique     | Galina Kudryavtseva | 47,08 m  |
| 7    | Royaume-Uni          | Fiona Condon        | 44,52 m  |
| 8    | Tchécoslovaquie      | Sona Vasickova      | 44,22 m  |

### Lancer du poids
| Rang | Pays               | Athlète              | Distance |
| ---- | ------------------ | -------------------- | -------- |
| 1    | Tchécoslovaquie    | Remigius Machura     | 18,34 m  |
| 2    | Allemagne de l'Est | Andreas Horn         | 18,30 m  |
| 3    | Union soviétique   | Sergey Kasnauskas    | 18,03 m  |
| 4    | Suède              | Anders Jonsson       | 17,75 m  |
| 5    | Allemagne de l'Est | Detlef Last          | 17,17 m  |
| 6    | Italie             | Marco Giacomini      | 17,11 m  |
| 7    | Grèce              | Dimitrios Koutsoukis | 17,09 m  |
| 8    | Union soviétique   | Dmitriy Kaptyukh     | 17,04 m  |

| Rang | Pays                 | Athlète            | Distance |
| ---- | -------------------- | ------------------ | -------- |
| 1    | Allemagne de l'Est   | Liane Schmuhl      | 18,33 m  |
| 2    | Allemagne de l'Est   | Simone Rudrich     | 17,12 m  |
| 3    | Union soviétique     | Yelena Kozlova     | 16,59 m  |
| 4    | Union soviétique     | Nadezhda Frantseva | 15,67 m  |
| 5    | Roumanie             | Tatiana Mihalcea   | 15,56 m  |
| 6    | Tchécoslovaquie      | Sona Vasickova     | 14,96 m  |
| 7    | Allemagne de l'Ouest | Birgit Petsch      | 14,29 m  |
| 8    | Finlande             | Asta Hovi          | 14,23 m  |

### Lancer du marteau
| Rang | Pays               | Athlète             | Distance |
| ---- | ------------------ | ------------------- | -------- |
| 1    | Union soviétique   | Igor Nikulin        | 71,56 m  |
| 2    | Union soviétique   | Yuriy Pastukhov     | 67,18 m  |
| 3    | Allemagne de l'Est | Klaus Streckenbach  | 66,24 m  |
| 4    | France             | Michel Decker       | 64,72 m  |
| 5    | Pologne            | Henryk Krolak       | 63,60 m  |
| 6    | Royaume-Uni        | Martin Girvan       | 63,02 m  |
| 7    | Bulgarie           | Zhivko Karadimitrov | 62,42 m  |
| 8    | Hongrie            | Karoly Povazson     | 60,44 m  |

### 4 × 100 m relais
| Rang | Pays                 | Athlètes                                                              | Temps   |
| ---- | -------------------- | --------------------------------------------------------------------- | ------- |
| 1    | Allemagne de l'Ouest | Hans Fritzsche Dieter Daniels Herbert Mutschler Werner Zaske          | 39 s 86 |
| 2    | Royaume-Uni          | Philip Cooke Michael Powell Philip Brown Mike McFarlane               | 40 s 06 |
| 3    | Italie               | Alessandro Angelini Francesco Tiziani Ermanno Colombo Carlo Simionato | 40 s 21 |
| 4    | Allemagne de l'Est   |                                                                       | 40 s 22 |
| 5    | Union soviétique     |                                                                       | 40 s 53 |
| 6    | France               |                                                                       | 40 s 79 |
| 0    | Pologne              |                                                                       | DNF     |
| 0    | Suède                |                                                                       | DISQ.   |

| Rang | Pays                 | Athlètes                                                           | Temps   |
| ---- | -------------------- | ------------------------------------------------------------------ | ------- |
| 1    | Allemagne de l'Est   | Cornelia Kirsten Kerstin Walther Undine Hartmann Kirsten Siemon    | 43 s 95 |
| 2    | Union soviétique     | Yelena Malakhova Galina Mikheyeva Alla Kozlovskaya Natalya Bochina | 44 s 59 |
| 3    | Allemagne de l'Ouest | Edith Oker Elke Vollmer Anke Koninger Friedericke Vombohr          | 44 s 84 |
| 4    | Pologne              |                                                                    | 45 s 13 |
| 5    | France               |                                                                    | 45 s 31 |
| 6    | Italie               |                                                                    | 46 s 45 |
| 7    | Suède                |                                                                    | 46 s 62 |
| 8    | Finlande             |                                                                    | 48 s 25 |

### 4 × 400 m relais
| Rang | Pays                 | Athlètes                                                          | Temps         |
| ---- | -------------------- | ----------------------------------------------------------------- | ------------- |
| 1    | Allemagne de l'Ouest | Thomas Giessing Edgar Nakladal Uwe Schmitt Hartmut Weber          | 3 min 06 s 73 |
| 2    | Union soviétique     | Valeriy Lagutyenok Sergey Melnikov Fedor Vakhitov Pavel Konovalov | 3 min 06 s 76 |
| 3    | Allemagne de l'Est   | Frank Hübner Enrico Becker Andreas Neuber Andreas Knebel          | 3 min 07 s 35 |
| 4    | Hongrie              |                                                                   | 3 min 09 s 77 |
| 5    | Royaume-Uni          |                                                                   | 3 min 10 s 84 |
| 6    | Pologne              |                                                                   | 3 min 11 s 09 |
| 7    | Italie               |                                                                   | 3 min 11 s 83 |
| 8    | Grèce                |                                                                   | 3 min 11 s 88 |

| Rang | Pays                 | Athlètes                                                            | Temps         |
| ---- | -------------------- | ------------------------------------------------------------------- | ------------- |
| 1    | Allemagne de l'Est   | Kerstin Cattus Marion Hübner Marion Heilmann Dagmar Rübsam          | 3 min 31 s 68 |
| 2    | Allemagne de l'Ouest | Petra Krützmann Anke Zelgert Friedericke Vombohr Rita Daimer        | 3 min 35 s 39 |
| 3    | Union soviétique     | Lyubov Kiryukhina Aldona Mendzoryte Marina Ivanova Liliya Tuznikova | 3 min 35 s 47 |
| 4    | Royaume-Uni          |                                                                     | 3 min 38 s 71 |
| 5    | Yougoslavie          |                                                                     | 3 min 40 s 31 |
| 6    | Roumanie             |                                                                     | 3 min 40 s 95 |
| 7    | Italie               |                                                                     | 3 min 41 s 56 |
| 8    | Tchécoslovaquie      |                                                                     | 3 min 48 s 14 |

### Décathlon/Pentathlon
| Rang | Pays                 | Athlète             | Points    |
| ---- | -------------------- | ------------------- | --------- |
| 1    | Allemagne de l'Ouest | Siegfried Wentz     | 7 822 pts |
| 2    | Allemagne de l'Est   | Dietmar Jentsch     | 7 718 pts |
| 3    | Allemagne de l'Est   | Peter Hummel        | 7 506 pts |
| 4    | Norvège              | Gudmund Olsen       | 7 391 pts |
| 5    | Union soviétique     | Viktor Gartung      | 7 327 pts |
| 6    | Bulgarie             | Stanislav Katsarov  | 7 220 pts |
| 7    | Royaume-Uni          | Fidelis Obikwu      | 7 167 pts |
| 8    | Pologne              | Franciszek Jozwicki | 7 123 pts |

| Rang | Pays                 | Athlète           | Points    |
| ---- | -------------------- | ----------------- | --------- |
| 1    | Allemagne de l'Ouest | Sabine Everts     | 4 594 pts |
| 2    | Union soviétique     | Silva Oja         | 4 424 pts |
| 3    | Allemagne de l'Est   | Anke Vater        | 4 322 pts |
| 4    | Allemagne de l'Ouest | Anke Koninger     | 4 170 pts |
| 5    | Allemagne de l'Est   | Heike Prauka      | 4 162 pts |
| 6    | Union soviétique     | Yelena Ivanova    | 4 144 pts |
| 7    | Bulgarie             | Daniela Nenova    | 4 103 pts |
| 8    | Suisse               | Corinne Schneider | 3 993 pts |

## Légende
- dnf : abandon
- dsq : disqualification